# Remapping the Human Soul
Remapping the Human Soul es el título del cuarto álbum de estudio de la banda de hip hop surcoreana Epik High. Fue lanzado en 2007 y contiene el éxito de la banda Fan, que alcanzó los primeros lugares de popularidad en su país natal. El álbum se divide en dos discos: The Brain (El Cerebro) y The Heart (El Corazón).

## Lista de canciones
Disco 1 - The Brain
1. The End Times (OPENING)
2. 白夜 (White Night)
3. 알고 보니 (feat. Jinbo)
4. 실어증 (feat. Paloalto)
5. Mr. Doctor (feat. Yankie)
6. Runaway (Mithra's Word)
7. Exile (연주곡)
8. Still Life (feat. Jinbo, The Quiett, Kebee, TBNY, MC Meta)
9. 피해망상 Part 1 (feat. Junggigo)
10. 희생양 (feat. Sweet Sorrow)
11. Nocturne (Tablo's Word)
12. 혼
13. In Peace (Closing)

Disco 2 - The Heart
1. Slave Song (Overture)
2. Flow (feat. Hinouchi Emi)
3. Love/Crime ("Fan" Prelude)
4. Fan
5. 거미줄 (feat. Itta)
6. 선곡표 (feat. DJ Zio)
7. 중독 (feat. Wanted)
8. Underground Railroad (Intermission)
9. FAQ
10. Love Love Love (feat. Yoongjin)
11. Girl Rock (feat. Jiae)
12. Broken Toys (feat. Infinity Flow)
13. 행복합니다 (feat. JW of Nell)
14. Public Execution (Finale)
15. Fly (Remix) (Hidden Track)